# Шоард
Шоард (рум. Șoard) — село у повіті Муреш в Румунії. Входить до складу комуни Винеторі.
Село розташоване на відстані 222 км на північний захід від Бухареста, 42 км на південний схід від Тиргу-Муреша, 116 км на південний схід від Клуж-Напоки, 85 км на північний захід від Брашова.

## Населення
За даними перепису населення 2002 року у селі проживали 649 осіб.
Національний склад населення села:
| Національність | Кількість осіб | Відсоток |
| -------------- | -------------- | -------- |
| цигани         | 377            | 58,1%    |
| румуни         | 186            | 28,7%    |
| угорці         | 83             | 12,8%    |

Рідною мовою назвали:
| Мова      | Кількість осіб | Відсоток |
| --------- | -------------- | -------- |
| румунська | 548            | 84,4%    |
| угорська  | 83             | 12,8%    |
| циганська | 15             | 2,3%     |